# Allaga Imre
Allaga Imre (Nemesmilitics, 1813. március 25. – Baja, 1893. augusztus 10.) az 1848–49-es forradalom és szabadságharc során kormánybiztos, országgyűlési képviselő 1848-ban és 1861-ben, később tíz éven át Baja város főjegyzője. Fia Allaga Géza zeneszerző.

## Életrajza
Dalmáciai eredetű, római katolikus, birtokos nemesi családban született 1813-ban Nemesmiliticsen. Apja nemesmiliticsi Allaga János, anyja Illés Mária volt. A kalocsai piarista gimnáziumban a II. grammatikai osztályt végezte el az 1825/26. tanévben. Jogi tanulmányai végeztével Pozsonyban lett jurátus. Ormós Sándor vendégeként az országgyűlési ifjúság Társalkodási Egyesületének ülésein 1834-ben. Ügyvédi esküjét 1836. december 17-én tette. Feleségével, Fazekas Emmával, a költő-politikus Tóth Kálmán unokatestvérével 1839-ben kötöttek házasságot és hat gyermekük született: Blanka, Géza, Bella, Ottó, Emma és Flóra.
1842-től kezdődően a felső járás esküdtje, 1848-ban pedig szolgabíró is lett. Magát a liberális eszmék hívének vallotta, így a reformellenzékhez tartozott. A magyar történelem első, 1848-as országgyűlési választásán Bács-Bodrog vármegye rigyicai kerületében nyert mandátumot. Jelentősebb felszólalásai közé tartozott, mikor augusztus 7-én az elemi iskolákról szóló törvényjavaslat vitájában az oktatás színvonalának emelését szorgalmazta. A kormányjavaslatot támogatta többek között a miniszterelnök pótlékdíjának, Beöthy Ödön teljhatalmú kormánybiztosi kinevezésének és a Bécsbe menesztendő százfős küldöttségnek ügyében is. 1848. november 6-án az Országos Honvédelmi Bizottmány kormánybiztosnak nevezte ki azzal a feladattal, hogy Tolnán, Baján, Apatinban és ezen felül ahol csak talál, foglalja le a búzaszállító hajókat. A kormányzat az ekkor a nyugati határszélen állomásozó feldunai hadsereget kívánta megerősíteni a délvidéki haderő egy részével és a hajókra a szállítás zavartalan lebonyolításához volt szüksége. Bár 1848 novemberében a magyar hadvezetés alkalmazott dunai hajókat katonaszállításra, a vállalkozás végül nem váltotta be a hozzá füzött reményeket.
Allaga Imre 1849 januárjában követte az országgyűlést Debrecenbe, később Pestre és Szegedre is és részt vett a trónfosztó országgyűlésen is. Tagja lett az 1849. április 5-én alakult Radical Pártnak, Magyarország teljes függetlenedését és demokratikus köztársasággá alakítását tűzték ki célul. Az önvédelmi harc idején, 1849 májusában gyújtó hangú körlevélben, honvédek toborzása érdekében szólt a választóihoz. 1850 januárjában körözési parancsot adtak ki ellene. Miután elfogták, a pesti császári királyi törvényszéken eljárás indult ellene, és súlyos vádat emeltek ellene mint kormánybiztosra és debreceni képviselőre. Június 26-án felségárulásért kötél általi halálra és vagyonelkobzásra ítélték. Mikor Haynau megtudta, hogy rövidesen felmentik állásából, 1850. július 31-én többek között Allagának is kegyelmet adott.
Az 1861-es választásokon a rigyicai kerületben újfent képviselővé választották, a Felirati Párt, később a Deák-párt híve lett. Ezután Bajára vonult vissza, ahol 1873-tól 1883-ig városi főjegyzőként tevékenykedett. 1893. augusztus 10-én hajnalban hunyt el saját háza udvarán, ahol valószínűleg szélütés végzett vele. Testét a bajai Rókus temetőben, a családi sírboltban helyezték örök nyugalomra.